# Каршниці-Дужі
Каршниці-Дужі (пол. Karsznice Duże) — село в Польщі, у гміні Хонсно Ловицького повіту Лодзинського воєводства.
Населення — 158 осіб (2011).
У 1975-1998 роках село належало до Скерневицького воєводства.

## Демографія
Демографічна структура станом на 31 березня 2011 року:
|          | Загалом | Допрацездатний вік | Працездатний вік | Постпрацездатний вік |
| -------- | ------- | ------------------ | ---------------- | -------------------- |
| Чоловіки | 82      | 16                 | 51               | 15                   |
| Жінки    | 76      | 12                 | 41               | 23                   |
| Разом    | 158     | 28                 | 92               | 38                   |